# Подводные лодки типа «Флутто»
Подводные лодки типа «Флутто» (итал. Classe Tritone) — серия 600-тонных субмарин ВМС Италии времён Второй мировой войны. Стали развитием подводных лодок типа «Арго». Отличались от прототипа большей мощностью дизелей, за счет чего скорость возросла до 16 узлов и были рассчитаны на рабочую глубину погружения 120 метров. Имели технические возможности для совершения быстрого погружения (за 30 секунд), что является неплохим показателем для подводных лодок того времени. Лодки были частично двухкорпусными и получили рубки уменьшенных размеров для снижения заметности.
Всего флотом было заказано 12 единиц. Восемь лодок вступили в строй в 1942—1943 гг., три были разобраны на стапеле и одна затоплена недостроенной. Строились на верфях «Кантьери Риунити делль Адриатико» — Монфальконе (CRDA), «Този» — Таранто (ТТ), «Одеро-Терни-Орландо», Муджиано, Специя (ОТО М).
Подводные лодки «Grongo» и «Murena» были оборудованы четырьмя цилиндрическими контейнерами для транспортировки человеко-торпед, размещенными по бокам корпуса в районе рубки. Орудие при этом оставили на месте, в отличие от аналогичных лодок других серий.

## Список ПЛ типа «Флутто»
- I серия.

| Подводная лодка | Верфь | Спущена на воду | Начало службы | Конец службы |
| --------------- | ----- | --------------- | ------------- | --- |
| Tritone         | CRDA  | 3.1.1942        | 10.10.1942    | потоплена 19.1.1943 северо-восточнее Алжира глубинными бомбами и артиллерией английского эсминца Antelope и канадского корвета Port-Arthur                            |
| Gorgo           | CRDA  | 31.1.1942       | 11.11.1942    | потоплена 21.5 1943 возле Орана американским эсминцем Nields |
| Flutto          | CRDA  | 19.11.1942      | 20.3.1943     | потоплена 11.7.1943 у восточного побережья Сицилии английскими торпедными катерами МТВ-640, МТВ-651, МТВ-670                                                          |
| Marea           | CRDA  | 10.12.1942      | 7.5.1943      | передана в 1949 СССР как Z-13 |
| Sparide         | OTO M | 21.2.1943       | 7.8.1943      | затоплена 9.9.1943 в гавани Специи, поднята немцами, названа UIT-15, в строй не вводилась, потоплена 6.9.1944 в Генуе английской авиацией                             |
| Vortice         | CRDA  | 23.2.1943       | 21.6.1943     | После войны использовалась в ВМС Италии. Списана 1.8.1968 |
| Nautilo         | CRDA  | 20.3.1943       | 26.7.1943     | затоплена 10.9.1943 в Венеции, поднята немцами, названа UIT-19, в строй не вводилась, потоплена 9.1.1944 в Поле английской авиацией, поднята югославами, названа Sava |
| Murena          | OTO M | 11.4.1943       | 25.8.1943     | затоплена 9.9.1943 в гавани Специи[уточнить], поднята немцами, названа UIT-16, в строй не вводилась, потоплена 4.9.1944 в Генуе английской авиацией                   |
| Grongo          | OTO M | 6.5.1943        | -             | затоплена 9.9.1943 в гавани Специи, поднята немцами, названа UIT-20, в строй не вводилась, потоплена 4.9.1944 в Генуе английской авиацией                             |
| Cernia          | TT    | -               | -             | заложена на стапеле, но после капитуляции Италии работы были прекращены, Разобрана 6.11.1944                                                                          |
| Dentice         | TT    | -               | -             | заложена на стапеле, но после капитуляции Италии работы были прекращены, Разобрана 6.11.1944                                                                          |
| Spigola         | TT    | -               | -             | постройка прекращена 20.11.1943., простояла на стапеле до 1948, потом разобрана                                                                                       |

- II серия.

Из 24 планируемых лодок было заложено 15. Одна лодка была достроена после войны для ВМС Италии.
- III серия.

Планировалось построить 12 лодок. Но до выхода Италии из войны ни одна из лодок этой серии не была заложена.